# Jonás Cuarón Elizondo
Jonás Cuarón Elizondo (Ciutat de Mèxic, 1981) és un director, guionista, productor, editor i director de cinema mexicà. És fill del també director i guanyador de l'Oscar Alfonso Cuarón. Va estudiar cinema al Vassar College.
El seu primer llargmetratge, Año uña, que va dirigir, escriure i produir, es va estrenar el 2007. Es coneix en anglès com Year of the Nail. També va coescriure l'aclamada pel·lícula del 2013 Gravity. La pel·lícula va ser co-escrita i dirigida pel seu pare.
El seu oncle Carlos Cuarón també és escriptor i director i el seu germanastre Diego Cataño és actor. El seu primer crèdit cinematogràfic és un cameo de petit a la pel·lícula Sólo con tu pareja del 1991, que va ser dirigida pel seu pare.

## Filmografia
| Any  | Títol    | Director | Guionista | Productor | Editor | Notes                                                                   |
| ---- | -------- | -------- | --------- | --------- | ------ | ----------------------------------------------------------------------- |
| 2007 | Año uña  | Sí       | Sí        | Sí        | Sí     | També director artístic i de fotografia                                 |
| 2013 | Gravity  | No       | Sí        | No        | No     | Nominada- BAFTA al millor guió original Nominada- Saturn al millor guió |
| 2015 | Desierto | Sí       | Sí        | Sí        | No     | Premi FIPRESCI per Presentacions Especials.                             |
| TBA  | Z        | Sí       | Sí        | No        | No     | Pre-producció                                                           |

### Curtmetratges
| Any  | Títol              | Director | Guionista | Productor | Editor | Notes                                          |
| ---- | ------------------ | -------- | --------- | --------- | ------ | ---------------------------------------------- |
| 2007 | The Shock Doctrine | Sí       | No        | executiu  | Sí     | Curt documental; també director de fotografia  |
| 2013 | Domingo            | No       | No        | executiu  | No     |                                                |
| 2014 | Aningaaq           | Sí       | Sí        | Sí        | Sí     | Spin-off de Gravity, inclòs com a bonus al DVD |

### Actor
| Any  | Títol              | Paper                         | Notes                                         |
| ---- | ------------------ | ----------------------------- | --------------------------------------------- |
| 1991 | Sólo con tu pareja | Nen al casament               |                                               |
| 1995 | La princeseta      | Jim (el noi escura-xemeneies) | No acreditat; També acreditat com a assistent |